# Leżajka (rejon mordowski)
Leżajka (ros. Лежайка) – wieś (dieriewnia) w Rosji, w obwodzie tambowskim, w rejonie mordowskim. W 2021 liczyła 9 mieszkańców.